# ホスキンス・ソトゥトゥ
ホスキンス・ソトゥトゥ（Hoskins Sotutu、1998年7月12日 - ）は、スーパーラグビー・パシフィックブルーズに所属するラグビーユニオン選手。

## プロフィール
- ニュージーランド・オークランド出身[1]。
- ポジションはフランカー(FL)、ナンバーエイト(No8)。
- 身長 192cm、体重 112kg
- 父のワイサケは元ラグビー選手で妹のテウイラは女子ラグビー選手[2]。
- U20ニュージーランド代表に選ばれたことがある[3]。
- ニュージーランド代表キャップは14（2024年7月現在）。

## 略歴
オークランドを経て、2019年、ブルーズに加入。

## 受賞歴
- スーパーラグビー・パシフィックシーズンMVP: 2024年[5]。